# 邵国强
邵国强（1965年1月—），男性，中共党员，山东莱西人，中华人民共和国政治人物。曾任中共双鸭山市委书记，现任黑龙江省政协副主席、党组成员。

## 生平
曾任中共佳木斯市委副书记、市人民政府市长，2020年12月转任中共双鸭山市委书记。2024年1月，当选为黑龙江省政协副主席。